# Reconquista de Galípoli
La reconquista de Galípoli fue un intento exitoso por Amadeo VI de Saboya, de recuperar este enclave después de su captura por los otomanos en 1354 después de un desastroso terremoto. 
Desde 1354, los turcos habían utilizado los Dardanelos para cruzar a Tracia en grandes cantidades. La parte occidental de Asia Menor se había convertido en un espacio de menos de 100 años en el núcleo del Imperio otomano. Cuando los turcos cruzaron a Europa, tomaron una ciudad tras otra del Imperio bizantino, que no impidió que su propia guerra civil hasta 1391 e intercambiaron los griegos locales por colonos turcos, dando así a los turcos una retención de soldados en la región que iba a durar hasta el día de hoy. En última instancia, Galípoli no era tan estratégicamente importante en 1366 como lo había sido en 1354 Tracia ya era un bastión otomano. Aun así, los cristianos retenían la supremacía naval en la región, y tuvieron el control hasta principios de siglo XV, es decir que aun teniendo los turcos tropas en Tracia, una guerra de desgaste habría llevado la marea a favor de Bizancio, sin refuerzos de Asia Menor los turcos habrían sido diezmados.
La guerra civil se distrajo demasiado para Bizancio y Andrónico IV Paleólogo dio las llaves de los Balcanes a Murad, a cambio de la asistencia del sultán. En 1377 Galípoli estuvo una vez más en el traslado de  colonos turcos y destruyendo lo poco de la base del poder bizantino que quedaba.